# John Blake
John Blake (født 13. november 1874 i Richmond, død 19. december 1950) var en britisk fægter som deltog i de olympiske lege 1908 i London, 1912 i Stockholm og 1920 i Antwerpen.
Blake vandt en sølvmedalje i fægtning under Sommer-OL 1912 i Stockholm. Han var med på det britiske hold som kom på en andenplads i holdkonkurrencen, i kårde efter Belgien.